# 안양발도르프학교
안양발도르프학교는 경기도 안양시 석수동에 있는 대안학교이다.

## 학교 연혁
- 2001년: 구름산발도르프학교는 지역방과후학교인 구름산자연학교에서 시작
- 2003년: 초등학교 교육의 기초를 마련하는 과정으로 유치부가 시작
- 2005년: 초등정규과정의 작은 실험학교가 시작
- 2006년: 노온사동에서 밤일마을로 이전 후 공식 개교
- 2007년: 광명시 일직동으로 이전
- 2009년: 발도르프 교육의 연속성을 꾀하기 위해 중등과정을 준비하는 모임을 시작
- 2012년: 정식명칭을 구름산학교에서 구름산발도르프학교로 개정
- 2015년: 중등과정을 시작
- 2016년: 안양시 석수동에 영구터전을 마련하여 이전 및 안양발도르프학교로 교명 변경